# Земунска пијаца
Земунска пијаца, је посебна урбанистичка целина у централном делу старог Земуна или доњег града, размештена на Масариковом и Великом тргу (на коме је од јуна 2012. године адаптиран и стављен у функцију као мултифункционални плато прва мобилна пијаца у Србији).

## Положај и пространство
Налази се у централном делу старог Земун, 50 m од главне земунске улице, делом на Масариковом тргу 17, а другим делом на Великом тргу (мобилна пијаца). На једну већу и једну мању пијачну целину дели га Господарска улица, која се пружа у смеру исток — запад, од Дунавског кеја до Улице Главне. Наведене пијачне целине су:
- Мања (мобилна пијаца) — која је у облику неправилног правоугаоника, која се простире на целом Великом тргу. На северозападу се граничи се Змај Јовином улицом, на југоистоку са Господарском улицом.
- Већа (стална пијаца) — у облику троугла са заравњеним врхом, која скоро у целости испуњава Масариков, базу троугла има на југоистоку дуж улице Петра Зрињског, а врх на на северозападу дуж Господарске улице.

Са осталим деловима Земуна, Београдом и Новим Београдом пијаца је повезана следећим аутобуским линијама: 17, 45, 73, 82, 83, 84, 88, 610, 611, 703, 704, 705, 706, 706Е, 707

## Историја
Од 1717. године војска Евгенија Савојског ушла је у Земун који је тада постао саставни део аустријске царевине у чијем се саставу развијао све до 1918. године. Према записима с краја 17. века сељаци из околних Земунских села становницима Земуна, прво су доносили своје производе на „ноге", у куће тадашље земунске господе, која није одлазила на пијацу. За разлику од господе у том истом раздобљу на земунској пијаци се снабдевала земунска сиротиња.
У другој фази развоја Земуна (половина 18. века), град постепено расте и ствара се језгро, које у доба аустро-турских и наполеонских ратова крајем 18. и почетком 19. века, има и своју градску пијацу на Дунавском кеју.
У трећој фази, током 19. и почетком 20. века, Земун се развија унутар постављених оквира кроз мењање грађевинског фонда односно реконструкцију наслеђеног стања, од Првог српског устанка до Првог светског рата. Четврту фазу, од Првог светског рата до данас, карактеристише појединачна изградња у Старом језгру Земуна који престаје бити гранично место, у коме значајну улогу има и земунска пијаца на коју се све више тргује разноврсним пољопривредним производима и рибом.
И док је купус у Земун довожен из најбољих башта на Лиду, Немачко становништво је на некадашњој земунској пијаци продавало своју робу: путер, милерам и швапски сир. Ипак своје пољопривредне производе до Земуна најчешће су допремали сељаци из Новог села (краја познатог по земљорадњи), на коњима или колима, док су Дунавом, лубенице и грожђе превожени чамцима реком из Старог Сланкамена.
Након уласка Земуна у састав Краљевине Југославије, од 1920. године, на Земунску пијацу, све више стиже роба, сувоземним или речним путем и из других делова Србије с оне стране Саве и Дунава.

## Основне информације
На Масариковом трг на коме се налази пијаца 2016. године је постављене 353 рестилизованих тезге и 40 спољних расхладних витрина, а 2017. године, изграђена је рибља пијаца, као посебна функционална целеина, а цео Масариков трг је поплочан гранитним плочама, и опремљен новим пијачним мобилијаром.
Према намени продајног простора пијаца се може се поделити на неколико функционалних целина: 

### Зелена и цветна пијаца
Осим чиста ратарских и повртарских производа, у такозваном делу зелене пијаце, продаје се поврћа, воће резано и саксијско цевеће.

### Рибља пијаца
На овој пијаци у једном њеном делу од давнина је постојала а и данас постоји (због бизине пијаце обали Дунава) рибља пијаца, као део аласке традиције још од 17. века, која се задржала до до данашњих дан. 
Специфичност ове рибље пијаце одувек је била продаја свеже речне рибе из дневног улова дунавских аласа.

### Продајни простор у локалима
По ободу пијаце са њене две уздужне стране налази се на десетине малих или већих локала у којима се продаје, месо и месне пррађевине, млеко и млечни производи, хлеб и други пекарски производи, живина и јаја, цвеће и индустријски производи широке намена.

### Мобилна пијаца
Након што је јуна 2012. године Омладински трг адаптиран као мултифункционални плато на њему се размешта прва мобилна пијаца у нашем региону. Она је током 2016. године опремљена са 45 нових мобилних тезги са сунцобранима.